# Pierre Garnier (Sänger)

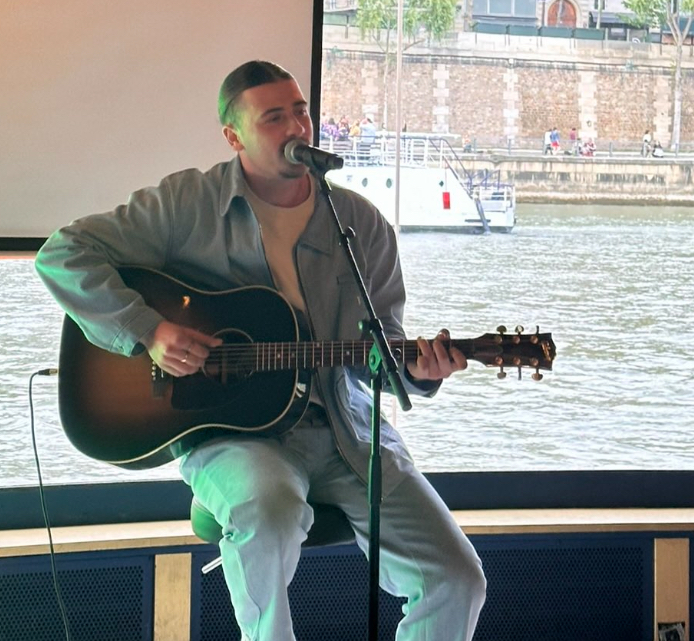
Pierre Garnier (2024)

Pierre Garnier (* 6. März 2002 in Villedieu-les-Poêles) ist ein französischer Sänger.

## Karriere
Im Alter von 14 Jahren spielte er bereits Gitarre und schrieb erste eigene Lieder. Zum Jahreswechsel 2023/24 nahm er an der 11. Staffel der Castingshow Star Academy teil, welche er gewinnen konnte. Nach einem anschließenden Plattenvertrag mit Sony Music erschien im Februar 2024 seine Debütsingle Ceux qu’on était. Damit gelang ihm direkt der Sprung an die Chartspitze in Frankreich und Wallonien sowie eine Top-10-Platzierung in der Schweiz. Im Juni folgte sein Debütalbum Chaque seconde, mit welchem er an den Erfolg anknüpfen konnte. Das Album wurde noch im Veröffentlichungsjahr mit Platin für 200.000 Verkäufe in seiner Heimat ausgezeichnet. Im Januar 2025 startet er seine Chaque Seconde Tour, bei der er 12 Konzerte in Frankreich geben wird.

## Diskografie

### Alben
| Jahr | Titel Musiklabel                 | Höchstplatzierung, Gesamtwochen, AuszeichnungChartplatzierungen (Jahr, Titel, Musiklabel, Platzierungen, Wochen, Auszeichnungen, Anmerkungen) | Höchstplatzierung, Gesamtwochen, AuszeichnungChartplatzierungen (Jahr, Titel, Musiklabel, Platzierungen, Wochen, Auszeichnungen, Anmerkungen) | Höchstplatzierung, Gesamtwochen, AuszeichnungChartplatzierungen (Jahr, Titel, Musiklabel, Platzierungen, Wochen, Auszeichnungen, Anmerkungen) | Anmerkungen                                            |
| Jahr | Titel Musiklabel                 | FR | BEW | CH | Anmerkungen                                            |
| ---- | -------------------------------- | --- | --- | --- | ------------------------------------------------------ |
| 2024 | Chaque seconde Sony Music France | FR2 ×2Doppelplatin · (… Wo.)FR | BEW1 (… Wo.)BEW | CH4 (7 Wo.)CH | Erstveröffentlichung: 7. Juni 2024 Verkäufe: + 200.000 |

### Singles
| Jahr | Titel Album                                      | Höchstplatzierung, Gesamtwochen, AuszeichnungChartplatzierungen (Jahr, Titel, Album, Platzierungen, Wochen, Auszeichnungen, Anmerkungen) | Höchstplatzierung, Gesamtwochen, AuszeichnungChartplatzierungen (Jahr, Titel, Album, Platzierungen, Wochen, Auszeichnungen, Anmerkungen) | Höchstplatzierung, Gesamtwochen, AuszeichnungChartplatzierungen (Jahr, Titel, Album, Platzierungen, Wochen, Auszeichnungen, Anmerkungen) | Anmerkungen                                                                   |
| Jahr | Titel Album                                      | FR | BEW | CH | Anmerkungen                                                                   |
| --- | ------------------------------------------------ | --- | --- | --- | ----------------------------------------------------------------------------- |
| 2024 | Ceux qu’on était Chaque seconde                  | FR1 Diamant · (70 Wo.)FR | BEW1 ×2Doppelplatin · (23 Wo.)BEW | CH5 Gold · (8 Wo.)CH | Erstveröffentlichung: 7. Februar 2024 Verkäufe: + 388.333                     |
| 2024 | Nous on sait Chaque seconde                      | FR14 Diamant · (… Wo.)FR | BEW11 Gold · (21 Wo.)BEW | — | Erstveröffentlichung: 17. Mai 2024 Verkäufe: + 343.333                        |
| 2024 | Chaque seconde                                   | FR43 Platin · (31 Wo.)FR | BEW9 (22 Wo.)BEW | — | Erstveröffentlichung: 20. September 2024 Verkäufe: + 200.000; feat. M. Pokora |
| Folgende Lieder erschienen nicht als Single, wurden aber durch das Album zum Download und Streaming bereitgestellt und konnten somit eine Platzierung erlangen: |                                                  | | | |                                                                               |
| |                                                  | | | |                                                                               |
| 2024 | Pas une larme Chaque seconde                     | FR102 (2 Wo.)FR | — | — | feat. Sofiane Pamart                                                          |
| 2024 | Comment faire Chaque seconde                     | FR124 (1 Wo.)FR | — | — |                                                                               |
| 2024 | L’horizon Chaque seconde                         | FR136 (1 Wo.)FR | — | — |                                                                               |
| 2024 | Les mots Chaque seconde                          | FR144 (1 Wo.)FR | — | — |                                                                               |
| 2024 | Tout en mieux Chaque seconde                     | FR155 (1 Wo.)FR | — | — |                                                                               |
| 2024 | À mes côtés Chaque seconde                       | FR190 (1 Wo.)FR | — | — |                                                                               |
| 2024 | Comme toi Chaque seconde                         | FR191 (1 Wo.)FR | — | — |                                                                               |
| 2024 | Sur pause Chaque seconde                         | FR193 (1 Wo.)FR | — | — |                                                                               |
| 2024 | Adieu, nous deux Chaque seconde (Edition deluxe) | FR49 Gold · (23 Wo.)FR | BEW34 (7 Wo.)BEW | — |                                                                               |